# Chace Crawford
Chace Crawford (Lubbock, Teksas, 18. srpnja 1985.) je američki glumac. Najpoznatiji je po ulozi Natea Archibalda u teen seriji Tračerica. Glumio je i u filmu „What to expect when you are expecting” rame uz rame s Cameron Diaz i Jenifer Lopez jednu od glavnih uloga.